# Li Landi
Li Landi (chino simplificado= 李兰迪), es una actriz china de etnia hui.

## Biografía
En 2018 se unió a la Academia Central de Arte Dramático (en inglés: "Central Academy of Drama") en China.

## Carrera
Es miembro de la agencia Tangren Media.
En agosto del 2017 se unió al elenco principal de la serie Wu Xin: The Monster Killer 2 (无心法师II) donde dio vida a Su Tao, una joven de 15 años, que se enamora de Wu Xin (Han Dongjun), un joven que se preocupa por ella pero que no puede corresponder a sus sentimientos románticos.
El 8 de noviembre del mismo año se unió al elenco principal de la serie My Huckleberry Friends (你好) donde interpretó a Yu Zhouzhou, una joven prodigio de las matemáticas, que desafía las expectativas de sus maestros y familiares y elige estudiar artes liberales, hasta el final de la serie el 5 de enero del 2018.
El 10 de noviembre del 2018 se unió al elenco principal de la serie Never Gone Spinoff (原来你还在这里少年番外篇) donde dio vida a la joven estudiante Su Yunjin, hasta el final de la serie el 24 de noviembre del mismo año. La serie es el spin-off de Never Gone donde Landi interpretó a Yunjin de joven. Papel interpretado por la actriz Yang Zishan de adulta.
El 14 de diciembre del 2019 se unió al elenco principal de la serie Dreaming Back to the Qing Dynasty (梦回大清) donde interpretó a Ming Wei, una joven que accidentalmente viaja al pasado hasta la Dinastía Qing, donde conoce y se enamora del Príncipe Aisin Gioro Yinxiang (Wang Anyu), hasta el final de la serie el 23 de enero del 2020.

## Filmografía

### Series de televisión
| Año             | Título                            | Personaje                               | Notas                          |
| --------------- | --------------------------------- | --------------------------------------- | ------------------------------ |
| TBA             | Love When the Stars Fall          | Princesa Liguan Yetan                   | [ 8 ] [ 9 ]                    |
| 2021 - presente | Daxi Make a Wish                  | Dai Tianle                              |                                |
| 2021 - presente | Faith Makes Great                 | Wu Renna                                | historia: "Wo De Wu Lan Mu Qi" |
| 2021 - presente | Don't Disturb My Study            | Nan Xiangwan                            |                                |
| 2019 - 2020     | Dreaming Back to the Qing Dynasty | Xu Qiangwei / Princesa Yalaerta Mingwei | 40 episodios                   |
| 2018            | Never Gone Spinoff                | Su Yunjin                               | 15 episodios                   |
| 2018            | Never Gone (原来你还在这里)       | Su Yunjin (de joven)                    |                                |
| 2017 - 2018     | My Huckleberry Friends            | Yu Zhouzhou                             | 30 episodios                   |
| 2017            | Wu Xin: The Monster Killer 2      | Su Tao                                  | 27 episodios                   |
| 2017            | Song Yao My Father                | Soong Ching-ling                        |                                |
| 2017            | All About Secrets                 | Yu Chizi                                | 24 episodios                   |
| 2016            | Chinese Style Relationship        | Ma Xiaoyi                               |                                |
| 2016            | Far Away Love                     | Yaoyao                                  |                                |
| 2016            | The Link                          | Pei Baozhu (de joven)                   |                                |
| 2016            | The Eight Fairies                 | Xiao Cao                                |                                |
| 2015            | Tea Love                          | Tang Jiajia                             |                                |
| 2014            | 汉阳造                            | Jiang Xue (de joven)                    |                                |
| 2014            | Lady's House                      | Zeng Lingge (de joven)                  |                                |
| 2013            | 妈妈圈的流言蜚语                  | Pan Xiaoxiao                            |                                |
| 2012            | Come Home                         | An Qi                                   |                                |
| 2012            | 外姓兄弟                          | Sheng Nan (de joven)                    |                                |
| 2011            | Sword Heroes' Fate                | Qi Yue (de joven)                       |                                |

### Películas
| Año  | Título                      | Personaje               | Notas                                                                             |
| ---- | --------------------------- | ----------------------- | --------------------------------------------------------------------------------- |
| 2020 | Peach Blossom Fan           | -                       | junto a Liu Haoran, Jackson Yee, Hu Xianxu y Zhang Xueying                        |
| 2019 | Adoring                     | Gao Mengmeng            | junto a Yu Hewei, Leo Wu, Zhang Zifeng, Wallace Chung, Yang Zishan y William Chan |
| 2018 | The Secret of Immortal Code | Lin Yuqi                | junto a Liang Jing, Zhao Lixin, Yi Yang (杨轶) y Li Shengjia                      |
| 2014 | 少年棋王                    | Lan Yu'er               |                                                                                   |
| 2013 | Silent Witness              | Lin Mengmeng (de joven) | junto a Sun Honglei, Aaron Kwok, Yu Nan y Deng Jiajia                             |
| 2013 | Switch                      | Guihua (de joven)       | junto a Andy Lau, Tong Dawei, Zhang Jingchu, Lin Chi-ling y Guan Xiaotong         |
| 2012 | Young Min Ziqian            | Lian'er                 |                                                                                   |
| 2011 | 爱你输给了谁                | Lele                    |                                                                                   |

### Programas de variedades
| Año             | Programa                                       | Notas                           |
| --------------- | ---------------------------------------------- | ------------------------------- |
| 2017-2019, 2021 | Happy Camp (快乐大本营)                        | 4 episodios - invitada          |
| 2019            | The Inn Season 3                               | miembro                         |
| 2019            | Day Day Up                                     | invitada                        |
| 2019            | Youth Periplous                                | (ep. #6, 8) - invitada          |
| 2019            | Produce Camp 2019                              | (ep. #8) - invitada             |
| 2018            | I am the Actor (我就是演员)                    | (ep. #4-5, 8, 11-12) - invitada |
| 2018            | Twenty-Four Hours: Season 3 (二十四小时第三季) | (ep. #9) - invitada             |
| 2018            | Crazy Wardrobe: Season 1 (疯狂衣橱)            | (ep. #6) - invitada             |

### Revistas / sesiones fotográficas
| Año  | Título               | Notas                                                    |
| ---- | -------------------- | -------------------------------------------------------- |
| 2021 | Our Street Style     |                                                          |
| 2020 | InSnap Vision        |                                                          |
| 2020 | Elle Men Fresh       | (publicación de febrero)                                 |
| 2020 | Our Street Style     |                                                          |
| 2020 | Men’s Uno Young      | junto a Wang Anyu y Ding Qiao - (publicación de febrero) |
| 2019 | Ifeng Fashion Choice |                                                          |
| 2019 | Chic Magazine        |                                                          |
| 2019 | Xinwei Magazine      | (publicación de diciembre)                               |
| 2019 | Starbox Magazine     |                                                          |
| 2019 | Stylish Time         |                                                          |
| 2019 | InStyle China        |                                                          |
| 2019 | Jalouse China        |                                                          |
| 2019 | Chic Banana          | (publicación de septiembre)                              |
| 2019 | In Famous            |                                                          |
| 2019 | FireBible            | (publicación #8)                                         |
| 2019 | Young Chic           |                                                          |
| 2019 | RayLi HerStyle       |                                                          |
| 2019 | Style Magazine       |                                                          |
| 2019 | Ginger Magazine      |                                                          |
| 2019 | 星光邦               |                                                          |
| 2018 | Celebrity Magazine   | [ 12 ]                                                   |

### Eventos
| Año  | Título                         | Notas                              |
| ---- | ------------------------------ | ---------------------------------- |
| 2020 | Nice to Meet Poetry            | (Special Spring Poetry Livestream) |
| 2019 | 2019 Tencent Video Star Awards |                                    |

## Premios y nominaciones
| Año  | Categoría                    | Premio                                                           | Trabajo                | Resultado |
| ---- | ---------------------------- | ---------------------------------------------------------------- | ---------------------- | --------- |
| 2018 | New Generation Artist        | 10th China TV Drama Award                                        | -                      | Ganó      |
| 2017 | Newcomer Award               | 7th iQiyi All-Star Carnival                                      | My Huckleberry Friends | Ganó      |
| 2016 | Most Promising Child Actress | Qinghai Xining Environmental Protection Children's Film Festival | Shao Nian Qi Wang      | Ganó      |